# Wyoming Range
Die Wyoming Range ist eine Bergkette im Westen des US-Bundesstaates Wyoming. Die Wyoming Range ist Teil der Rocky Mountains und verläuft in Nord-Süd-Richtung. Der höchste Gipfel der Bergkette ist der Wyoming Peak mit einer Höhe von 3470 m. Die Wyoming Range wird manchmal als The Wyomings bezeichnet.
Ein Großteil der Wyoming Range ist öffentliches Land, das vom U.S. Forest Service als Teil des Bridger-Teton National Forest verwaltet wird und ein beliebtes Ziel zum Wandern, Campen, Angeln, Reiten, Schneemobilfahren und Jagen ist. Das Gebiet umfasst zahlreiche Seen und Campingplätze. Die nächstgelegenen Städte sind Big Piney, Marbleton, La Barge und Kemmerer.
Die Wyoming Range ist nicht zu verwechseln mit der Salt River Range, die parallel zur Wyoming Range auf ihrer Westseite verläuft. Die beiden Gebirgszüge sind durch den Greys River getrennt, der nördlich durch das Greys River Valley in den Snake River fließt. Die Salt River Range gehört zu den am wenigsten besuchten Gebieten innerhalb des Größeren Yellowstone-Ökosystems und liegt zum Großteil im Gebiet des Bridger-Teton National Forest.
Das Repräsentantenhaus der Vereinigten Staaten stimmte am 25. März 2009 dafür, zwei Millionen Hektar (8000 km²) öffentlichen Landes in neun Bundesstaaten den Status einer Wildnis zu verleihen. Der Omnibus Public Land Management Act, welcher bereits vom Senat verabschiedet worden war, wurde im Repräsentantenhaus mit 285 zu 140 Stimmen verabschiedet. Er wurde am 30. März von Präsident Barack Obama unterzeichnet. Die Gesetzgebung umfasste den Wyoming Range Legacy Act, der 4900 km² der Wyoming Range vor zukünftigem Öl- und Gasabbau schützt.
| Rang | Gipfel              | Meereshöhe | Schartenhöhe | Dominanz |
| ---- | ------------------- | ---------- | ------------ | -------- |
| 1    | Wyoming Peak        | 3468 m     | 1078 m       | 81,8 km  |
| 2    | Mount Coffin        | 3427 m     | 123 m        | 1,2 km   |
| 3    | Triple Peak         | 3392 m     | 490 m        | 19,8 km  |
| 4    | Hoback Peak         | 3311 m     | 787 m        | 31,8 km  |
| 5    | Fish Creek Mountain | 3292 m     | 378 m        | 5,1 km   |
| 6    | Mount McDougal      | 3286 m     | 713 m        | 6,6 km   |
| 7    | Clause Peak         | 3235 m     | 480 m        | 8,2 km   |
| 8    | Lander Peak         | 3185 m     | 235 m        | 1,7 km   |
| 9    | Ramshorn Peak       | 3160 m     | 124 m        | 5,6 km   |
| 10   | Lookout Mountain    | 3153 m     | 93 m         | 12,4 km  |

## Belege
1. 1 2  Peakbagger: Wyoming Range. Abgerufen am 27. Januar 2021.
2. ↑  Summitpost: Wyoming Range : Climbing, Hiking & Mountaineering. Abgerufen am 27. Januar 2021.
3. ↑  Mireya Navarro: Wilderness Bill Clears the House on Its Second Go-Round (Published 2009). In: The New York Times. 26. März 2009, ISSN 0362-4331 (nytimes.com [abgerufen am 27. Januar 2021]).